# Port lotniczy Mangla
Port lotniczy Mangla (IATA: XJM, ICAO: OPMA) – krajowy port lotniczy położony w mieście Mangla, w prowincji Pendżab, w Pakistanie.